# BBC Radio Wales
BBC Radio Wales è la stazione radio nazionale della BBC Radio che trasmette in lingua inglese in Galles.
Creata dalla BBC Wales, cominciò a trasmettere per radio il 12 novembre 1978 dopo la chiusura della vecchia "Radio 4 Wales", quando la BBC Radio 4 si trasformò in una rete nazionale e passò dalla trasmissione ad onde medie a quella ad onde lunghe.